# Hubert Fell
Hubert Fell (* 16. Dezember 1899 in Terheeg bei Erkelenz; † 8. November 1964 in Immerath), von Beruf Landwirt, war ein deutscher Landtags- und Kommunalpolitiker der CDU, die er Frühjahr 1946 im Landkreis Erkelenz mit begründete.
Er war Mitglied des ernannten Landtages von Nordrhein-Westfalen in der ersten Ernennungsperiode vom 2. Oktober bis zum 19. Dezember 1946.
Hubert Fell war während mehrerer Legislaturperioden Mitglied des Kreistages. Er betätigte sich in verschiedenen landwirtschaftlichen Berufsorganisationen und Genossenschaften. Seine Leidenschaft galt der Jagd. In Terheeg war er Vorsitzender der Kapellengemeinde.
Sein Neffe war der Bundestagsabgeordnete Karl H. Fell.